# Reguläres statistisches Modell
Ein reguläres statistisches Modell oder kurz reguläres Modell ist ein spezielles statistisches Modell, in dem noch gewisse Zusatzannahmen gelten. Diese Zusatzannahmen liefern die Existenz weitreichender Eigenschaften wie beispielsweise die Existenz der Score-Funktion und damit auch der Fisher-Information. Manche Autoren nennen diese Zusatzannahmen auch Cramér-Rao-Regularitätsbedingungen, da sie häufig im Kontext der Cramér-Rao-Ungleichung verwendet werden. Nicht alle Autoren verwenden dieselben Zusatzannahmen an das statistische Modell. Dieser Artikel gibt eine Übersicht über die auftretenden Regularitätsvoraussetzungen und die möglichen Schlussfolgerungen.

## Definition
Gegeben sei ein statistisches Modell {\displaystyle (X,{\mathcal {A}},(P_{\vartheta })_{\vartheta \in \Theta })}, für das gilt:
1. Es ist ein einparametrisches Modell. Es ist also {\displaystyle \Theta \subset \mathbb {R} }.
2. Jedes Wahrscheinlichkeitsmaß {\displaystyle P_{\vartheta }} besitzt eine Dichtefunktion {\displaystyle f(x,\vartheta )} bezüglich eines σ-endlichen Maßes {\displaystyle \mu }, das heißt {\displaystyle (P_{\vartheta })_{\vartheta \in \Theta }} ist eine dominierte Verteilungsklasse. In den meisten Fällen ist die Dichtefunktion eine Wahrscheinlichkeitsdichtefunktion, wird also durch das Lebesgue-Maß dominiert (stetiger Fall), oder eine Zähldichte, wird also vom Zählmaß dominiert (diskreter Fall).

Das statistische Modell heißt dann ein reguläres statistisches Modell, wenn gilt:
- {\displaystyle \Theta } ist ein offenes Intervall. Dies ist notwendig, um die Wohldefiniertheit der Differentiation nach {\displaystyle \vartheta } zu garantieren. Manche Autoren fordern hier auch nur, dass {\displaystyle \Theta } eine offene Menge sein soll.
- Die Dichtefunktion {\displaystyle f(x,\vartheta )} ist auf ganz {\displaystyle X\times \Theta } echt größer als 0. Diese Forderung ist notwendig, um bei der Definition der Score-Funktion logarithmieren zu können. Manche Autoren fordern die echte Positivität nur auf einer Menge {\displaystyle A}, die nicht von dem Parameter {\displaystyle \vartheta } abhängt. Diese Definition erlaubt mehr Spielraum bei Definition der Grundmenge.
- Die Score-Funktion

{\displaystyle S_{\vartheta }(x)={\frac {\partial }{\partial \vartheta }}\ln f(x,\vartheta )}
existiert und ist endlich. Manche Autoren fordern hier etwas stärker, dass die Dichtefunktion nach {\displaystyle \vartheta } stetig differenzierbar sein soll. Wichtig ist hier nur, dass die Score-Funktion existiert und endlich ist, um auf ihr aufbauend die Fisher-Information zu definieren.
- Es ist

{\displaystyle 0<I(\vartheta ):=\operatorname {Var} _{\vartheta }(S_{\vartheta })<\infty }.
Die Fisher-Information {\displaystyle I(\vartheta )} soll also echt positiv und endlich sein. Dies garantiert die Wohldefiniertheit der Cramér-Rao-Ungleichung, wo die Fisher-Information im Nenner steht.
- Es gilt die Vertauschungsrelation

{\displaystyle \int {\frac {\partial }{\partial \vartheta }}f(x,\vartheta )\mathrm {d} \mu (x)={\frac {\partial }{\partial \vartheta }}\int f(x,\vartheta )\mathrm {d} \mu (x)}.
Daraus folgt, dass die Score-Funktion zentriert ist, es ist also {\displaystyle \operatorname {E} _{\vartheta }(S_{\vartheta })=0}. Damit vereinfacht sich die Fisher-Information zu {\displaystyle I(\vartheta )=\operatorname {E} _{\vartheta }(S_{\vartheta }^{2})}.
- Manche Autoren fordern, dass die stärkere Vertauschungsrelation

{\displaystyle \int {\frac {\partial }{\partial \vartheta }}T(x)f(x,\vartheta )\mathrm {d} \mu (x)={\frac {\partial }{\partial \vartheta }}\int T(x)f(x,\vartheta )\mathrm {d} \mu (x)}.
für alle {\displaystyle T} mit endlicher Varianz gilt. Diese enthält die obere Vertauschungsrelation als Spezialfall. Sie ist für den Beweis der Cramér-Rao-Ungleichung notwendig. Wird sie nicht im Rahmen der Regularität des statistischen Modells gefordert, so wird sie als separate Eigenschaft in der Formulierung der Cramér-Rao-Ungleichung gefordert (siehe beispielsweise regulärer erwartungstreuer Schätzer).

## Verwendung
Hauptaufgabe eines regulären statistischen Modells ist es, die Rahmenbedingungen für den Beweis der Cramér-Rao-Ungleichung zu liefern. Aus dieser ergeben sich weitreichende Folgen:
- Sie liefert eine untere Schranke für die Varianz von Schätzern und damit Kriterien für deren Qualität und für gleichmäßig beste erwartungstreue Schätzer.
- Sie liefert die Definition eines Cramér-Rao-effizienten Schätzers und damit einen (nicht asymptotischen) Effizienzbegriff für Schätzer.
- Aus ihr lässt sich die Exponentialfamilie motivieren.